# 笠名麻呂
笠 名麻呂（かさ の なまろ）は、奈良時代の貴族。名は名末呂とも記される。官位は従四位下・右衛士督。勲等は勲十一等。

## 経歴
宝亀2年（771年）従五位下に叙爵。光仁朝では、三河権介・斎宮頭・大宰少弐を歴任する。
桓武朝に入ると、天応2年（782年）左少弁兼近衛少将に栄転し、延暦2年（783年）に桓武天皇夫人の藤原乙牟漏が皇后に冊立されると皇后宮亮を兼ねる。その後は、同年従五位上、延暦4年（785年）正五位上、延暦6年（787年）従四位下と急速に昇進する一方、右兵衛督や右衛士督も務めた。
延暦6年（787年）10月25日卒去。最終官位は右衛士督従四位下兼皇后宮亮丹波守。

## 官歴
『続日本紀』による。
- 時期不詳：正六位上
- 宝亀2年（771年） 11月26日：従五位下
- 宝亀5年（774年） 9月25日：三河権介
- 宝亀6年（775年） 10月11日：斎宮頭
- 宝亀8年（777年） 10月13日：大宰少弐
- 天応2年（782年） 閏正月17日：近衛少将。5月17日：左少弁。8月25日：兼近衛少将
- 延暦2年（783年） 4月20日：兼皇后宮亮（皇后・藤原乙牟漏）、近衛少将如故。7月19日：従五位上
- 延暦4年（785年） 6月18日：正五位下。10月12日：右兵衛督、皇后宮亮如故。11月25日：正五位上
- 延暦5年（786年） 正月28日：兼右衛士督
- 時期不詳：丹波守
- 延暦6年（787年） 5月19日：従四位下。10月25日：卒去（右衛士督従四位下兼皇后宮亮丹波守勲十一等）